# Christoph Daum
Christoph Paul Daum (Oelsnitz, 1953. október 24. – Köln, 2024. augusztus 24.) német labdarúgó. edző.
Aktív játékos pályafutása alatt középpályásként játszott, felnőttként a Hamborn 07 és Eintracht Duisburg csapatait erősítette, mielőtt az 1. FC Köln tartalék csapatához szerződött volna. Menedzserként összesen 8 trófeát szerzett, Németországban, Törökországban és Ausztriában.